# Weiler (Pütscheid)
Weiler ist eine Ortschaft in der Gemeinde Pütscheid, Kanton Vianden, im Großherzogtum Luxemburg. Weiler liegt im Naturpark Our. Den Ort durchquert die CR 320. Nachbarorte sind im Norden Ackerscheid, im Osten Pütscheid und im Westen Merscheid.

## Allgemeines und Geschichte
Die Gegend um Weiler ist schon seit der Steinzeit besiedelt. Im Ort wurde ein Feuerstein entdeckt, der aus dem Mesolithikum, etwa 10.000 bis 4.500 v. Chr., stammt. Auch zahlreiche römische Fundstätten bestehen in der Nähe.
In der Nähe der heutigen Ortschaft gab es seit dem frühen Mittelalter das kleine Dorf Aweiler, welches in fränkischer Zeit entstanden ist. Aweiler wurde erstmals 1263 erwähnt. Die Stelle war bereits zu römischer Zeit mit einer Villa besiedelt. Aufgrund der schweren Verwüstungen durch die Pest in den 1630er Jahren wurde Aweiler von seinen Bewohnern aufgegeben. Die wenigen überlebenden Bewohner gründeten in geringer Entfernung zum alten Ort Aweiler das heutige Dorf Weiler. Zum Schutz vor der Pest wurde in der neuen Kapelle eine Figur des heiligen Rochus von Montpellier aufgestellt.
Pfarrlich gehört Weiler seit jeher zur Pfarre Merscheid. Der Ort verfügt mit der Nikolauskapelle über ein Gotteshaus.